# Ethan Roots
Pour les articles homonymes, voir Roots.

a Compétitions nationales et continentales officielles uniquement.

b Matchs officiels uniquement.
Dernière mise à jour le 31 juillet 2025.
Ethan Roots, né le 10 novembre 1997 à Auckland (Nouvelle-Zélande), est un joueur international anglais d'origine néo-zélandaise de rugby à XV. Il évolue aux postes de troisième ligne aile et troisième ligne centre aux Exeter Chiefs en Premiership.

## Biographie

### Jeunesse et formation
Ethan Roots naît le 10 novembre 1997 à Auckland en Nouvelle-Zélande. Sa mère est d'origine maori tandis que son père est originaire de Reading en Angleterre.
Il grandit dans sa ville natale où il commence la pratique du rugby à XV, suivant son frère Jimmy (en) dans ce sport dès l'âge de dix ans, et teste également le rugby à XIII,.
À l'âge de quinze ans, il commence la pratique du ju-jitsu pour se maintenir en forme durant un été,. Dans ce sport, il remporte plusieurs titres nationaux. Plus tard, il se fait expulser de son club de ju-jitsu après avoir eu une relation avec la fille de son entraîneur.
Au niveau scolaire, il étudie au Rosmini College où il joue pour les équipes de rugby à XV de l'établissement. Lors de sa dernière année, il ne se rend pas à ses examens de fin d'année et commence à travailler au sein d'une entreprise de construction,.
En parallèle, il joue au rugby au sein des équipes de jeunes du East Coast Bays RFC avant de rejoindre l'équipe sénior du club. Lors de sa première année avec l'équipe sénior, il est finaliste du championnat et manque d'être sélectionné avec North Harbour à cause de leur défaite en finale. L'année suivante, après n'avoir pas baissé les bras et s'être entraîné à un rythme soutenu, en plus de son travail sur les chantiers, il réalise une bonne saison et remporte le championnat. De ce fait, il se voit enfin offrir un contrat par North Harbour à vingt-et-un ans,.

### Début de carrière professionnelle en Nouvelle-Zélande puis départ au pays de Galles (2019-2023)
Dès sa première saison là-bas, lors de l'édition 2019 du NPC, il s'impose comme un titulaire en troisième ligne aile et impressionne,. En conséquence, trois des quatre franchises néo-zélandaises de Super Rugby tentent dans le recruter. Finalement, il accepte de rejoindre les Crusaders après avoir été contacté par leur entraîneur Scott Robertson et est nommé dans leur effectif pour la saison 2020 de Super Rugby,,. Néanmoins, il ne dispute seulement qu'une rencontre durant la saison où il connaît plusieurs problèmes familiaux,.
Cette année-là, il est sélectionné pour la première fois avec l’équipe des Māori de Nouvelle-Zélande afin d'affronter les Moana Pasifika,,. 
Après une seconde saison pleine avec North Harbour en NPC, il rejoint l'équipe galloise des Ospreys en prêt au mois de mars 2021 à la suite de la blessure longue durée de Dan Lydiate. Il joue ses premiers matchs lors de la Pro14 Rainbow Cup, puis il signe finalement un contrat de deux saisons à l'issue de la saison.
Lors des deux saisons suivantes, il réalise deux exercices pleins, jouant trente-quatre matchs au total. Début avril 2023, il est annoncé qu'il rejoint l'Angleterre et le club des Exeter Chiefs à partir de la saison 2023-2024.

### Transfert aux Exeter Chiefs et international anglais (depuis 2023)
Dès son arrivée à Exeter, il s'impose comme un titulaire en troisième ligne et délivre de bonnes performances,. En janvier 2024, il est récompensé de sa bonne demi-saison en étant sélectionné pour la première fois en équipe d'Angleterre, en vertu de ses origines par son père, afin de disputer le Tournoi des Six Nations. Dès la première journée, il est titularisé et reçoit la récompense d'homme du match lors du succès des siens 27 à 24 en Italie,. Lors des deux rencontres suivantes, le sélectionneur Steve Borthwick lui renouvelle sa confiance en le titularisant de nouveau. Par la suite, il dispute la dernière rencontre en tant que remplaçant dans un match perdu contre la France 33 à 31, l'Angleterre termine la compétition à la troisième place. Pour sa première saison chez les Exeter Chiefs, il prend part à vingt-quatre rencontres comme titulaire et marque cinq essais. En juin, il est convoqué pour la tournée au Japon et en Nouvelle-Zélande, mais il ne dispute aucune rencontre.
Durant la première partie de saison 2024-2025, n'étant pas à son meilleur niveau en club, il n'est pas convoqué en équipe d'Angleterre. Son club étant également dans une mauvaise passe, il délivre une très bonne performance et participe à la première victoire des Exeter Chiefs en Premiership de la saison à la fin décembre contre Gloucester Rugby. Malgré la mauvaise saison de son club, il est tout de même l'un des joueurs les plus performants. Cependant, son club parvient à se qualifier jusqu'en finale de la Premiership Rugby Cup (en). Néanmoins, cette finale est perdue largement 14 à 48 contre Bath Rugby. Au total, il dispute 27 matchs, dont 25 comme titulaire, et inscrit quatre essais.

## Statistiques

### En sélection nationale
Au 31 juillet 2025, Ethan Roots compte 4 capes en équipe d'Angleterre, dont 3 en tant que titulaire, depuis le 3 février 2024 contre l'Italie au stade olympique de Rome. Il n'a pas inscrit de points.

## Palmarès
- Finaliste de la Coupe d'Angleterre en 2025 (en) avec les Exeter Chiefs.